# Australopericoma trinidadensis
Australopericoma trinidadensis és una espècie d'insecte dípter pertanyent a la família dels psicòdids.

## Descripció
- El mascle fa 0,91 mm de llargària a les antenes (0,86 en el cas de la femella), mentre que les ales li mesuren 1,60 de longitud (1,50-1,78 en la femella) i 0,55 d'amplada (0,48-0,60 en la femella).[2]

## Distribució geogràfica
Es troba a l'illa de Trinitat.